# 連接台車

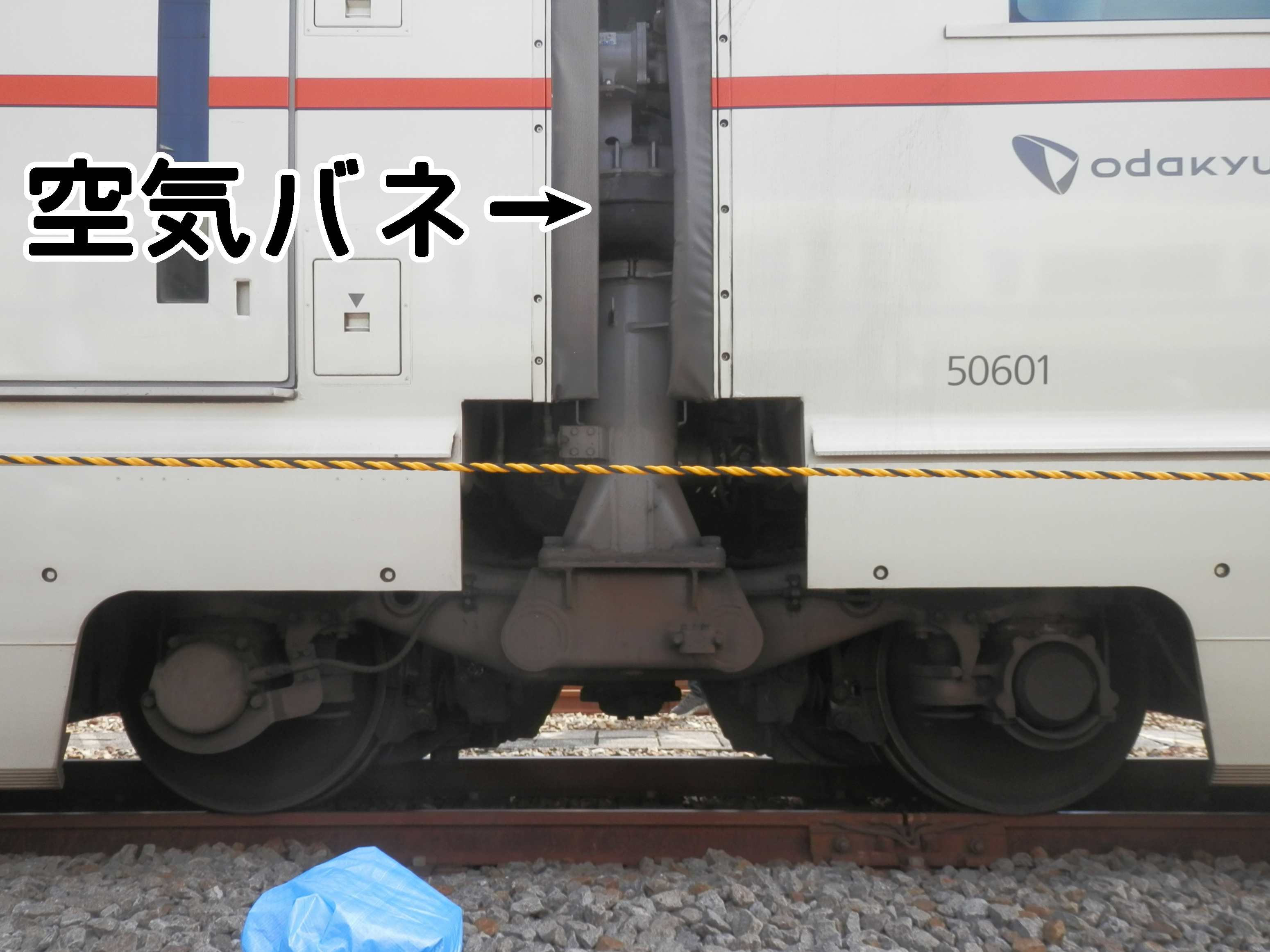
一般的な線区での連接台車の例（小田急50000形電車）

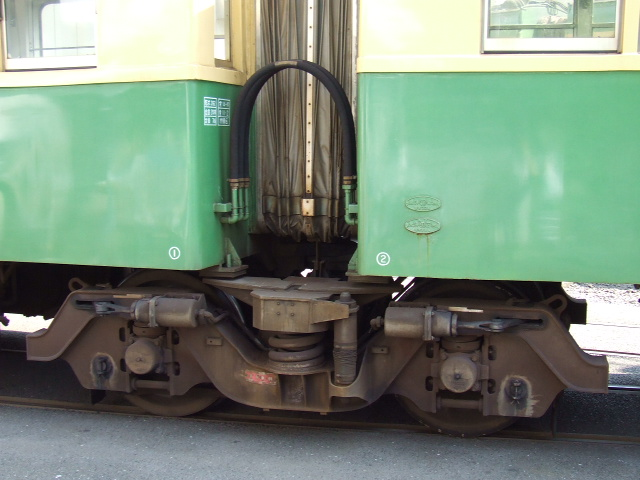
低速急曲線線区での連接台車の例（江ノ島電鉄300形）

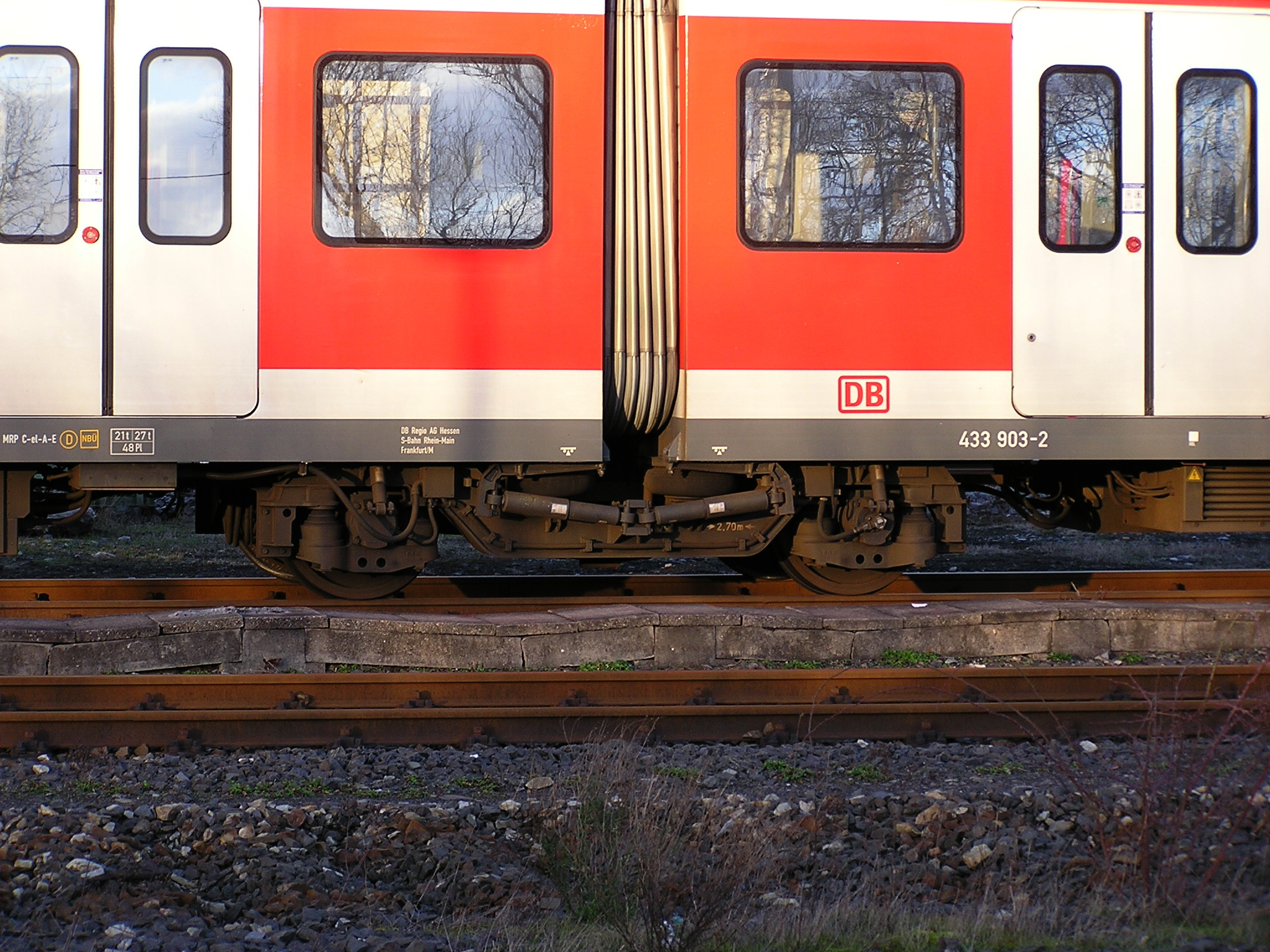
日本以外での連接台車の例（ドイツ鉄道ET423型電車）

連接台車（れんせつだいしゃ）は、鉄道車両において車体間に設置して2つの車体を支える台車のこと。

## 定義
ヴィルヘルム・ヤーコプスが1902年に提唱した手法で、2つの車体の間に設けられた鉄道車両の台車のことである。表記には「連接車」と「連節車」の2つがあり、日本工業規格（JIS）では「2個の車体の一端を1個の台車で支持し連結している車両」を「連接車」と規定している。
一方、連節車は運用中に分離可能な連結器を使わずに、半永久的、直接的に車体同士を接続した車両全般を指す。したがって、連接車は連節車の一部ということができ、現在では連接台車を採用している車両を「連接車」、連接台車を用いない車両を「連節車」と表記する場合が多い。LRV（ライトレール用車両）を中心に台車を持たない「浮き車体」と「単一台車付き車体」を用いる例が「連節車」にあたる。

## 表記の変遷
日本初の採用例である1934年（昭和9年）の京阪60型電車「びわこ号」では「連節車」が用いられた。その後、「関節車」と称している事例も存在し、戦後までこれら2つの表記が用いられていた。1957年（昭和32年）の小田急3000形電車 (初代)「SE」と1958年（昭和33年）の『鉄道辞典』で「連接車」が現れ、やがてこの表記が主流になった。

## 特徴

### 長所
1. 2車体が連結器を介さず、台車によって直接つながるため、蛇行動のような横方向の複合振動が起きず、高速域の安定性が高く乗り心地も良い。近年はダンパーが発達したため、ボギー車でも容易にヨーイングを抑えられるが、逆にいえば連接式にすれば車体間ダンパやヨーダンパを省略（簡略）できる場合が多い。
2. ボギー台車より台車の総数が減少すること、及び台車間隔が同じなら中間車のオーバーハング部分の車体が省略されるので編成全体の軽量化に貢献する。
（どの条件でも連接台車を使えば軽量化できるというわけではない。後述の「短所」を参照。）
3. 連接部は車体に前後方向のオーバーハングがなく、曲線通過時に外側へ車体のはみ出しが少ない[5]。（内側は台車間距離に依存するため"連接車である"ことは影響しない[注釈 1]）
4. 上記と同じ理由でオーバーハング部分の遠心力による横揺れの激しい（乗り心地が悪い）座席がなくなる[6]。
5. 上2つと同じ理由で貫通幌のねじれが少なくなるので痛みにくく[6]、急カーブがある路線でも安全な貫通路の確保ができる[注釈 2][7]。
6. 騒音源となりやすい台車が車体端にあるため、車端ドアだけでデッキ部を設けなくとも静粛性が向上する[8]。
7. 台車と車体のマウント部を車体間の隙間を利用して高い位置に設定することができ、車体のロールセンタを上げ、ロールを少なくすることで乗り心地を向上し、なおかつ高速走行時の安定性が向上する。（特に車体傾斜式車両における自然振り子式の問題であった振れ遅れをこれで抑えられる[9]）。
8. 台車数が減ることで、総重量が台車分減少しているにもかかわらず、1軸当たりの軸重が上がることで軸受の摩擦が下がるため走行抵抗が小さくなる。

### 短所
1. 個々の車両を必要に応じて増解結することが困難で、組み替えなど編成の自由度が下がり、修理工場に入れる際にも編成全部を一度に入れねばならず長い工場が必要になる他、脱線事故の際に復旧作業に手間がかかる[6]。
2. 動力分散方式では、同一両数では車軸数が少ない分、可能な最大の編成出力が制限される（ただし、気動車の全軸駆動はほぼなく、電車も全M車編成は少数なので、実際は台車数が少なくなることで駆動輪まで足りなくなることはあまりない[注釈 3]）。
3. 重量を負担する台車と車軸が少なくなるため、台車と車軸と軌道に活荷重が集中し、台車が減って軽量化した分を差し引いても1軸当たりの軸重は上昇するので、軸重を同じにするなら車体自体の重量もボギー式車両より小さくしなければならない[注釈 4][10]。輸送量が低下する。（ただし、付随車や動力車でも分散式の場合は動力集中方式の機関車に比べ圧倒的に軸重が低いので、これが問題になるのは元々分散型の車両しか走らないような鉄道の場合である。）
4. ホームドアを設置する場合、前述のように台車間隔が同じでも連接車は一両当たりの長さが通常ボギー車と異なるので、小田急電鉄のように両方を運用する場合は車両とプラットホームのドア位置を合わせにくくなる[11]。

結局「連接台車」を用いることで、必然的に乗り心地の悪い部分をカットしてレールに沿うように列車自体が小型になるため軽量化されたわけで、いきなり通常のボギー車の台車を外して連結部分に連接台車を取り付けても軽量化編成として運行できるわけではない。
なお、さらに台車数を減らす方法として、1車体に付き台車を1（真下）か0（前後の車体で支える）だけつけて、これらの車体同士を「連節」させて支え合わせる（永久連結が前提になる）方法があり、ただ全体の重量を軽くするというだけなら、こちらの方がより効率的になる（後述）。

### 補足：台車数を減らす目的での別解
分かりやすさのため日本の超低床電車のリトルダンサーの該当タイプを例に挙げる。
- 2車体のとき「単一台車付き車体」同士を「連節」すれば台車数は2つで済む（タイプC2とX）。
- 3車体の場合は「単一台車付き車体」同士3台の連節でもいい（タイプL）が、「単一台車付き車体」の間に「フローティング（浮き）車体」を「連節」すると台車数は2つのままで済む[注釈 5][12]（タイプA3とU系列）。
- フローティング車体同士を連節すると中央部が垂れ下がってしまうので、3両以上の場合で全車連節する場合は車体の数を奇数にし、奇数両目に台車がある車体を置いて支える（タイプA5）。

車体数「 n 」に対して、通常ボギー型は「 2n 」、連接台車を使用する場合は「 n+1 」だけ台車が必要だが、上記のC2方式なら「 n 」、A3方式なら「 2n/3（ただし n は3の倍数）、A5方式の場合は「（n＋1）/2（ただし n は奇数）」 となり、いずれの場合も「連接台車」を使うより台車数が減るので、ただ台車を減らすだけならば優位性がある。
無論、台車数が大幅に減少するため、前述の連接台車の短所で挙げられた問題はさらに激しくなり、さらに車体連結部分の真下に台車がないことから、連接台車の長所のうち軸重向上による走行抵抗以外はなくなるため。極めて軽量かつ短い車体の車両向けであり、世界的にもこのタイプの車両は元々は連接台車を使っていたような車両のうち、路面電車のようにあまり高速で走らない1車体当たりが長さ12m未満の車両を置き換えるような形で広まっている。

## 採用例
曲線通過時に外側へ車体のはみ出しが少ないため、過去に急曲線が多い路面電車、欧州の地下鉄車両などで採用が多かった。現在の技術水準では、路面電車を除く鉄道車両において、おおむね長さが12mから18mの中型で軽量な車体の連節に用いられる。

### ヨーロッパ
1911年9月にイギリスのグレート・ノーザン鉄道でナイジェル・グレズリーの指揮のもとに現れた2車体改造客車3232号車が初採用例である。グレートイースタン鉄道（英語版）（GER）のガス灯付の通勤用客車「クイントアート（Quint-arts）」（5両編成1セットの連接車）は、ロンドン・アンド・ノース・イースタン鉄道（LENR）に合併後もガス灯を電灯に換えた程度のほぼ同設計の製造を続けられた（ガス灯形式も長く使われており、1957年時点ではまだ使用されていたことが確認されている）。
動力車では1932年に試作され、翌年から営業運転を始めている電気式気動車のフリーゲンダー・ハンブルガーが試作機といくつかの量産形式が連接台車を使用しており（通常ボギー車もあった）、これに影響を受けた各国の高速気動車列車に連接台車を使用したものがいくつかある（アメリカのパイオニア・ゼファー、南満洲鉄道ジテ1型気動車の付随車など）。
電車では、ドイツのデュースブルク軌道で1926年5月に現れた2車体の176号車が最初期例である。1936年に登場した特急形車両であるイタリア国鉄のETR200型が本格的な高速電車として初の連接台車を採用し、試験走行で203km/hを記録した。この電車は、ばね上装荷の電動機を持つ、いわゆるカルダン駆動方式を採用した点でも画期的であった。その後、セッテベッロとして名高いETR300型に発展し、これはユニット間だけ連接台車を採用している。
このほか、スペイン国鉄には1軸連接台車を採用したタルゴ (Talgo)と呼ばれる高速運転用の低床式客車が1950年から運転されている。その他、デンマーク国鉄IC3型気動車、ドイツ鉄道423形電車、タレントのように、優等列車、通勤列車、ローカル向けと用途を問わず連接構造を採用する例が多かった。
フランス国鉄の高速鉄道車両TGVの客車間に採用されている。ただし世界的に見ても採用しているのはTGVなどを製造するアルストム社系の車両に限られ、特に高速性能に有利とは見なされていない。
また、連接台車を1軸にして連結部分に設置し超低床式にする構造の車両もあり、この方式で1992年に試作され、1994年から量産されたオーストリアのUFL（英語版）は床面高さが18cmを実現したほか、2006年から2013年にかけてフランスやイタリアなどで営業運転を始めたゴムタイヤトラムのトランスロールは25cmほどである。

### 北アメリカ
アメリカ合衆国では、1934年に登場したディーゼルエンジン駆動のパイオニア・ゼファーを筆頭に、ユニオン・パシフィック鉄道M-10000形列車など、いくつかの高速気動車編成が連接台車を採用した。
電車では、ミルウォーキー電気鉄道電灯で1920年に現れた軌道線用2車体改造車両131・132号車が最初期例である。その後、軌道線ではブルックリン・マンハッタン交通、デトロイト市交通局、ユナイテッド・レールウェイ・アンド・エレクトリック、シカゴ・サーフェス・ライン、クリーヴランド鉄道、鉄道線ではワシントン・ボルチモア・アンド・アナポリス電鉄、地下鉄線ではブルックリン・マンハッタン・トランジットで登場した。1941年のシカゴ・ノースショアー線のエレクトロライナーは連接台車とWN駆動による高性能電車だった。
客車でも、サザン・パシフィック鉄道がサンフランシスコ・ロサンゼルス間の特急「コースト・デイライト」に使用した客車は連接構造だが、通常の座席車が2両ずつの連接車が3ユニット、食堂車関係が3両連接車1ユニット編成に組み込まれ、一部の座席車や荷物車には通常のボギー車が含まれていた。
前述の「パイオニア・ゼファー」の流れを汲む「ネブラスカ・ゼファー」の客車も連接台車を採用していたが、機関車故障時の対応を容易にするために連接構造は客車部分にとどまり、編成を組む動力車（機関車）は通常のボギー台車構造とされた。この「ネブラスカ・ゼファー」の客車はE5形ディーゼル機関車を牽引機として編成を組みイリノイ鉄道博物館において動態保存されており、博物館内での運転はもとより、本線上でのイベント運行に用いられることもある。
最大で12連接編成まで現れたアメリカの連接車であったが、編成中1両の故障を直すだけでも編成全体の工場入場が必要なこと、利用状況に応じた車両数の増減ができないこと、終着駅で編成全体の方向転換が必要となることなどの欠点から、1940年代には下火となった。
それからおよそ半世紀が過ぎたのち、現代アメリカ鉄道の象徴といえるコンテナ輸送用貨車のダブルスタックトレインなどで連接構造が多用されるようになった。コンテナ長の国際規格は40フィート(約12.2 m)と短いので二段積みし、輸送効率を上げる。コンテナ輸送は貨車の増解結によらずコンテナの積み込みだけで輸送量を変えるので連接台車は合理的である。ただし二階建客車は車体が長く重いので連接台車を用いていない。
今日の旅客列車では、オレゴン州ユージーンからシアトルを経てカナダ・バンクーバーまでを結ぶアムトラック・カスケーズにスペインのタルゴ客車が用いられている。このほか、ライトレール各線では最初期に登場したシーメンス/デュワグU2形電車以来、連接式電車の使用例が多く見られる。

### 日本
路面電車を除く日本の鉄道では連接台車の採用は少なく、特に気動車での利用が皆無に近い。
なお、過去の日本の鉄道輸送（特に貨物）では多層建て列車のように途中で編成を併結・分割させることや、輸送力に応じて適時車両を増結するため、増解結の融通が利かないことも問題であったが、昨今の列車では固定編成かユニット編成の増結で運用される例が多く、これが連接台車を採用しない決定的な理由ではない。
なお、私鉄においては太平洋石炭販売輸送のセキ6000形（国鉄の同名形式とは別物）が日本国内における営業用貨車での連接台車使用例として存在する。

#### 私鉄における採用例
日本初の京阪60型電車「びわこ号」では路線の都合上、路面電車に近い規模（10m級車体2両の連接）であった。1941年（昭和16年）には通常の電車規模（16m級車体2両、1944年（昭和19年）からは中間付随車つきで合計全長が45mに拡大）の西鉄500形電車 (鉄道)で採用され、それ以外には1950年代中頃まで、鉄道法で営業する路線でも江ノ島電鉄300形のように路面電車規模の車両に使用されていた。
1957年に小田急3000形電車 (初代)に連接台車を使用し、翌年には近鉄10000系電車の付随車ユニットにこれを採用するなど、普通サイズの電車にも使用されるようになったが、その後も路面電車系の軽量な車両に使用される方が多く、この2系列を除くと普通電車サイズの車両は前述の西鉄500形電車と、規模がだいぶ小さくなるが一応急行車だった福井鉄道200形電車（2車体3台車）程度で、大型の電車の連接車は私鉄では広まっていない。
逆に路面電車クラスの小型車両では、1950～60年代ごろから一部の私鉄で、軌道線やそれに準じた路線の車両をこれに統一しようとしていた例があり、前述の江ノ島電鉄の他、名古屋鉄道（名鉄豊川線除く）、西日本鉄道（軌道線）、札幌市電、広島電鉄などで新造車を連接車のみにしていた時期がある。
近年においては上記私鉄のうち、優等列車向けの車両では近畿日本鉄道のビスタカーの場合は3代目に当たる30000系「ビスタ3世」からは通常のボギー電車になっているが、小田急ロマンスカーの場合は以後も10000形「HiSE」まで連接車の増備が続いた。1991年（平成3年）に登場した20000形「RSE」ではJR東海371系電車と同じ通常ボギー車タイプになり、その後の30000形「EXE」においてもボギー車で製造されたが、2005年（平成17年）製造の50000形「VSE」では再度連接車が使われるなど、連接車と通常ボギー車が混在している。但し、小田急ロマンスカーは50000形以後の車両（60000形「MSE」・70000形「GSE」）では連接車は採用されず、2023年（令和5年）の50000形引退後は、全ての車両がボギー車に統一された。
現在、国内の優等列車を除いた普通鉄道では、江ノ島電鉄・広島電鉄・筑豊電気鉄道・福井鉄道・東急電鉄・三岐鉄道に連接車が存在するが、このうち100%連接車だけで運行されている路線は、江ノ島電鉄・東急世田谷線だけである。

#### 国鉄・JRグループにおける採用例
一方、日本国有鉄道（国鉄）では、振り子式車両の試験車として製作された591系試験電車が横圧軽減対策の実験も兼ねて自己操舵方式の連接台車を採用していたが、この方式に問題があったため実験は中止され、連接台車が要らなくなったことで後に通常のボギー車に改造されている。
JRでも、1992年（平成4年）に新幹線952形・953形電車（JR東日本）、JR貨物ワ100形貨車が試作されたが、双方とも試作のまま終わった。その後、JR東日本は2002年（平成14年）にも通勤形電車のE993系「ACトレイン」に、車輪に電動機を直結したDDM方式と併せて連接構造を採用した。2007年（平成19年）には、この「ACトレイン」の成果を受けてE331系を登場させ、京葉線で営業運転を兼ねた試験まで行われたが、量産には至らず2014年（平成26年）に廃車された。
結果、国鉄からJRにおいては長年にわたり断続的に複数回の試験が行われたが、連接台車が本格採用されることはなかった。

#### 総括
東日本旅客鉄道（JR東日本）で車両の開発に携わり、北海道旅客鉄道（JR北海道）会長を務めた白川保友によると、前述のE331系の場合には、連接部に人を乗せることで輸送力増強を図る意図があったものの、大邱地下鉄放火事件の教訓から、連結面はガラス扉などで仕切ることが新造車には義務付けられたことからメリットが失われたという。さらに、2010年代よりホームドアが普及しドアの位置を統一する傾向が強まったことから、今後連接車を採用することが規格的にも物理的に困難になった。
一方で、中型で軽量で低床な車体が求められ、急カーブを曲がることも多い路面電車では、連接台車のメリットが活かせること、ホームドアの採用がないこと、「新しい路面電車は連接車」というイメージも強いこともあり、新造される車両はほぼ連接車が採用されている。

## 連接台車使用車両リスト
（括弧内は製造年または連接式に改造年）

### 日本

#### 電車

##### 日本国有鉄道（国鉄）
- 591系電車（1970年）

##### JR東日本
- 952形・953形「STAR21」（1992年）
- E993系「ACトレイン」（2002年）
- E331系（2006年）

##### 江ノ島電鉄
- 300形（1956年）
- 500形（初代）（1956年）
- 1000形・1100形・1200形・1500形（1979～1986年）
- 2000形（1990年）
- 10形（1997年）
- 20形（2002年）
- 500形 (2代)（2005年）

##### 大分交通
- 1000形（1962年）

##### 小田急電鉄
- 3000形 (初代)「SE」（1957年）
- 3100形「NSE」（1963年）
- 7000形「LSE」（1980年）
- 10000形「HiSE」（1987年）
- 50000形「VSE」（2005年）

##### 鹿児島市交通局
- 700形（1966年）

##### 京阪電気鉄道
- 60型「びわこ号」（1934年）

##### 近畿日本鉄道
- 10000系「ビスタカー」（1958年）[注釈 13]
- 10100系「ビスタ2世」（1959年）

##### 札幌市電
- A800形（1963年）
- A810形（1964年）
- A820形（1964年）
- A830形（1965年）

##### 仙台市電
- モハ300形（1955年）

##### 筑豊電気鉄道
- 3000形（1988年）

##### 東急電鉄
- デハ200形（1955年）[注釈 14]
- デハ300形（1999年）

##### 東武鉄道
- 200形 (軌道)（1954年）

##### 名古屋市交通局
- 2600形（1941年）
- 3000形 (軌道)（1944年）
- 2700形（1946年）

##### 名古屋鉄道
- モ400形（2代）（1952年）
- モ880形（1980年）
- モ770形（1987年）

##### 南海電気鉄道
- 2000形（1960年）

##### 西日本鉄道
- 500形 (鉄道)（1942年）
- 1000形 (軌道)・1001形・1101形・1201形・1301形（1953年 - 1964年）
- 331形（1957年）

##### 広島電鉄
- 1040形（1957年）
- 70形（1959年）[注釈 15]
- 2500形・3100形（1961年）
- 3500形（1980年）
- 3700形（1984年）
- 3900形（1990年）
- 3950形（1997年）

##### 福井鉄道
- 200形（1960年）
- 160形（1968年）

##### 福島交通
- デハ5000形 (初代)（1963年）

##### 三重交通
- モ4400形（1959年）[注釈 16]

#### 貨車・事業用車

##### JR貨物
- ワ100形（1992年）[注釈 17]

##### 小田急電鉄
- イヘ901（1959年）

##### 太平洋石炭販売輸送
- セキ6000形（1966年）

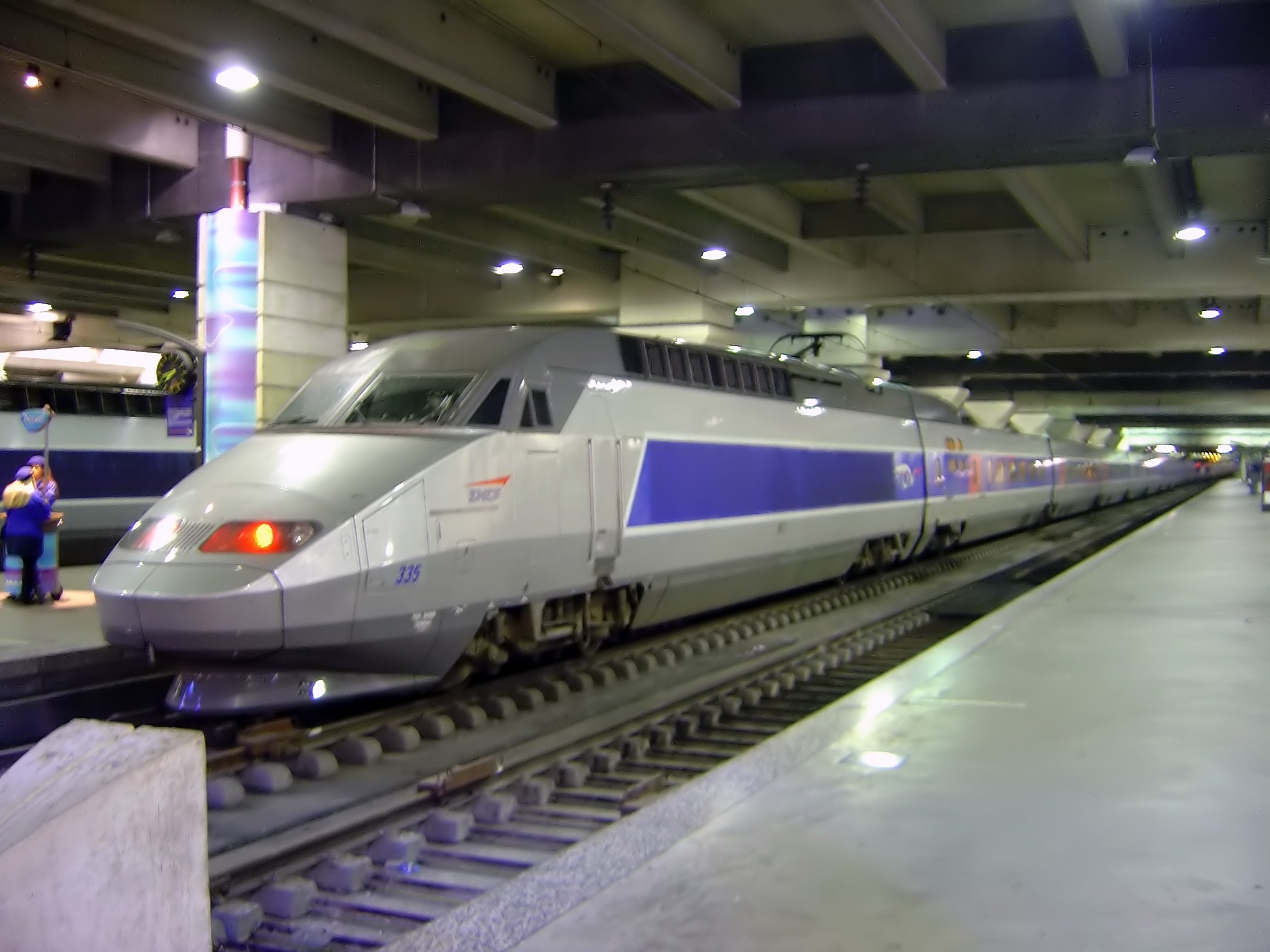
高速鉄道において客車間に連接構造を採用したフランス国鉄のTGV
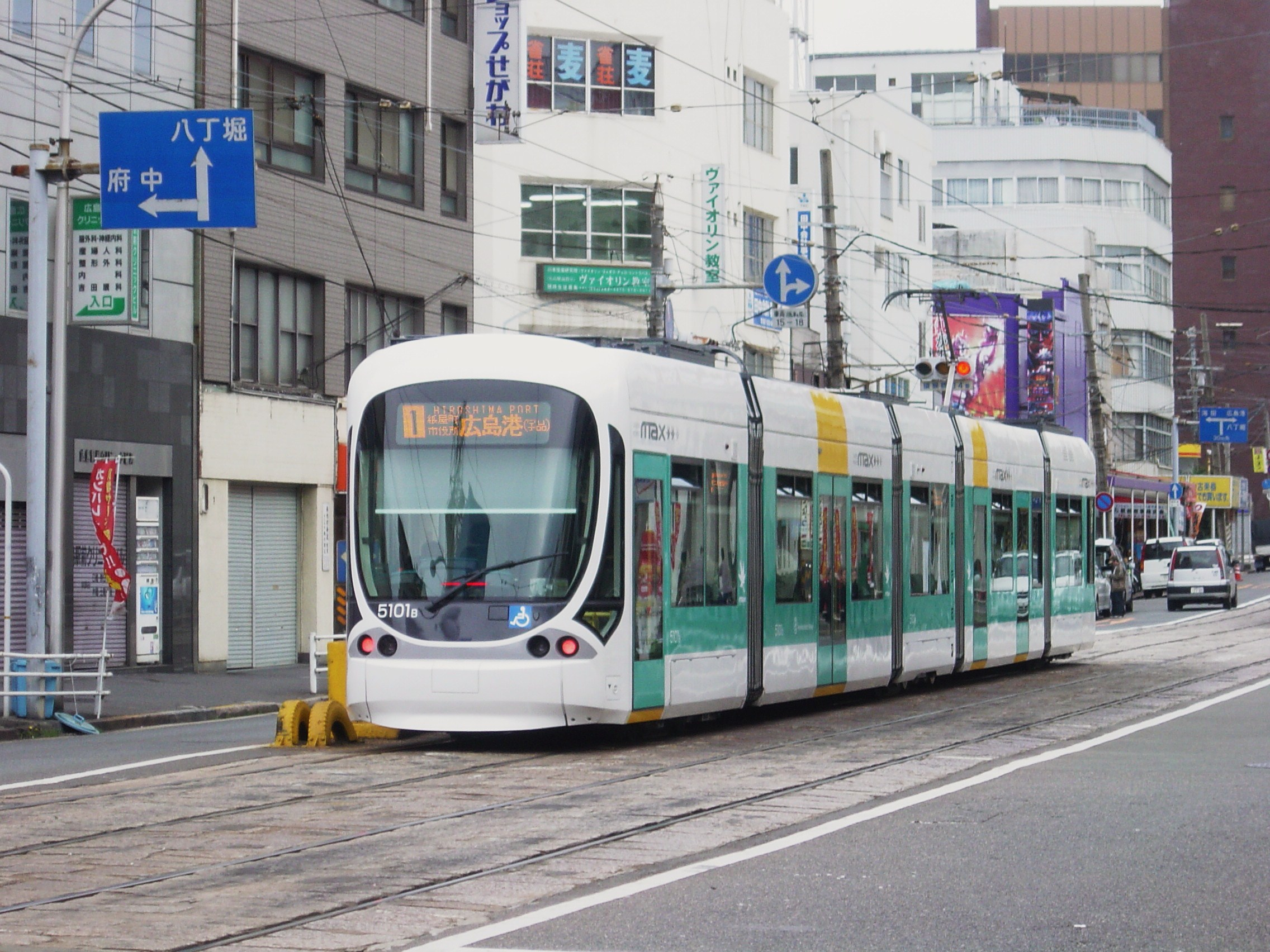
路面電車で 「単一台車付き車体」の間に「浮き車体」を「連節」する広島電鉄5100形電車。ただし連接台車ではない。
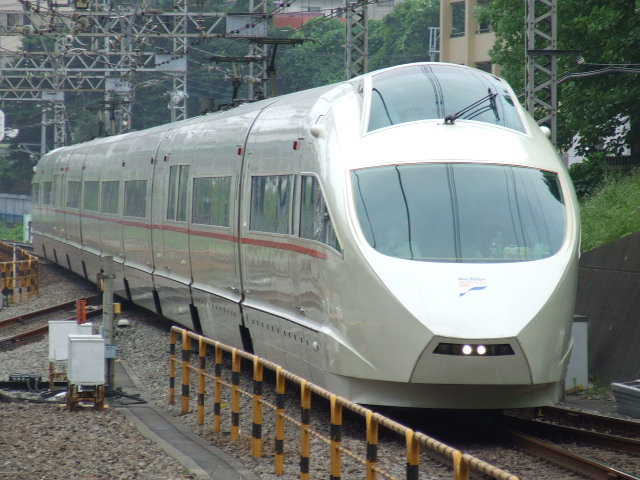
特急用電車で連接構造を採用した小田急50000形電車
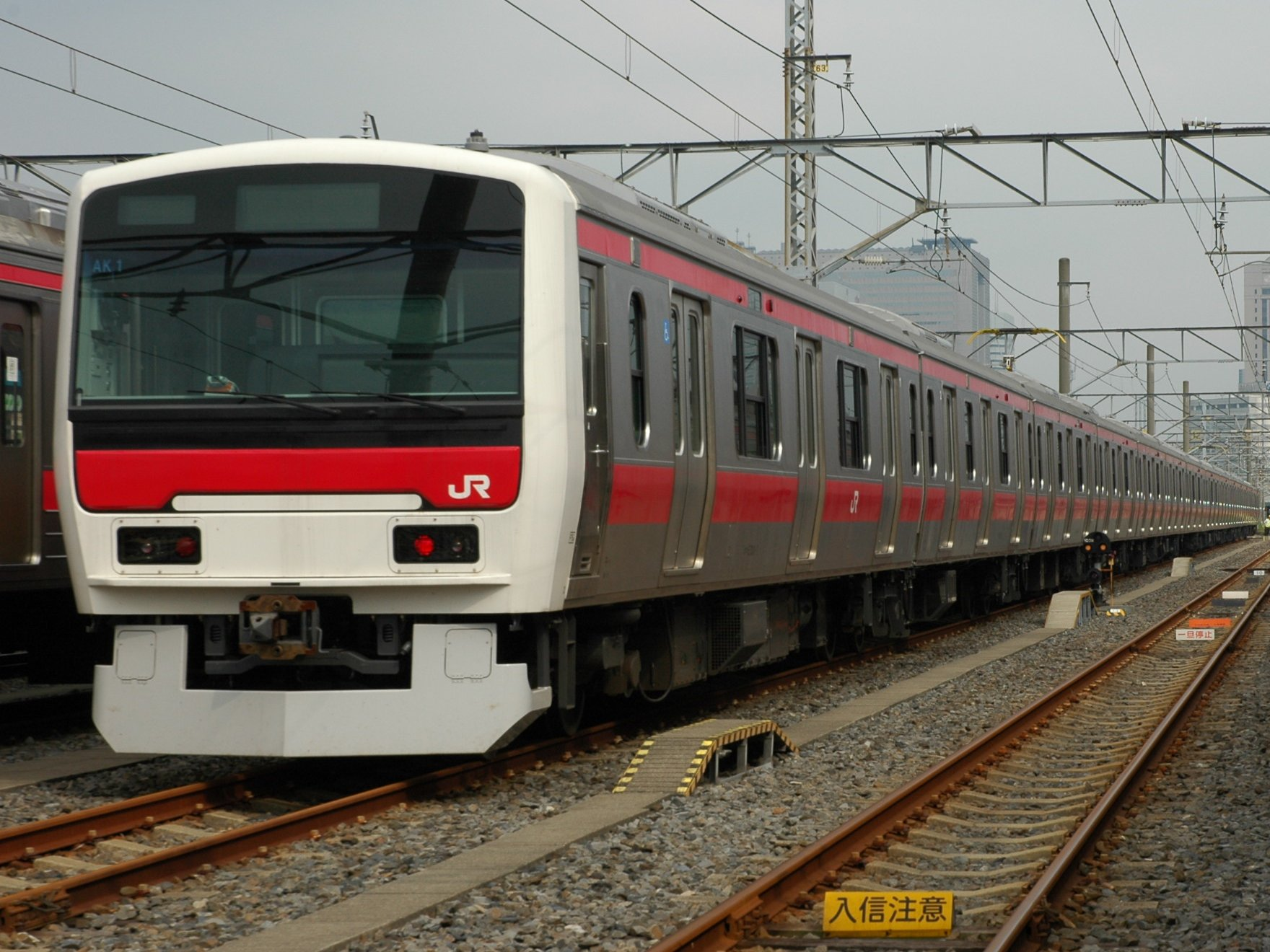
JR東日本E331系電車
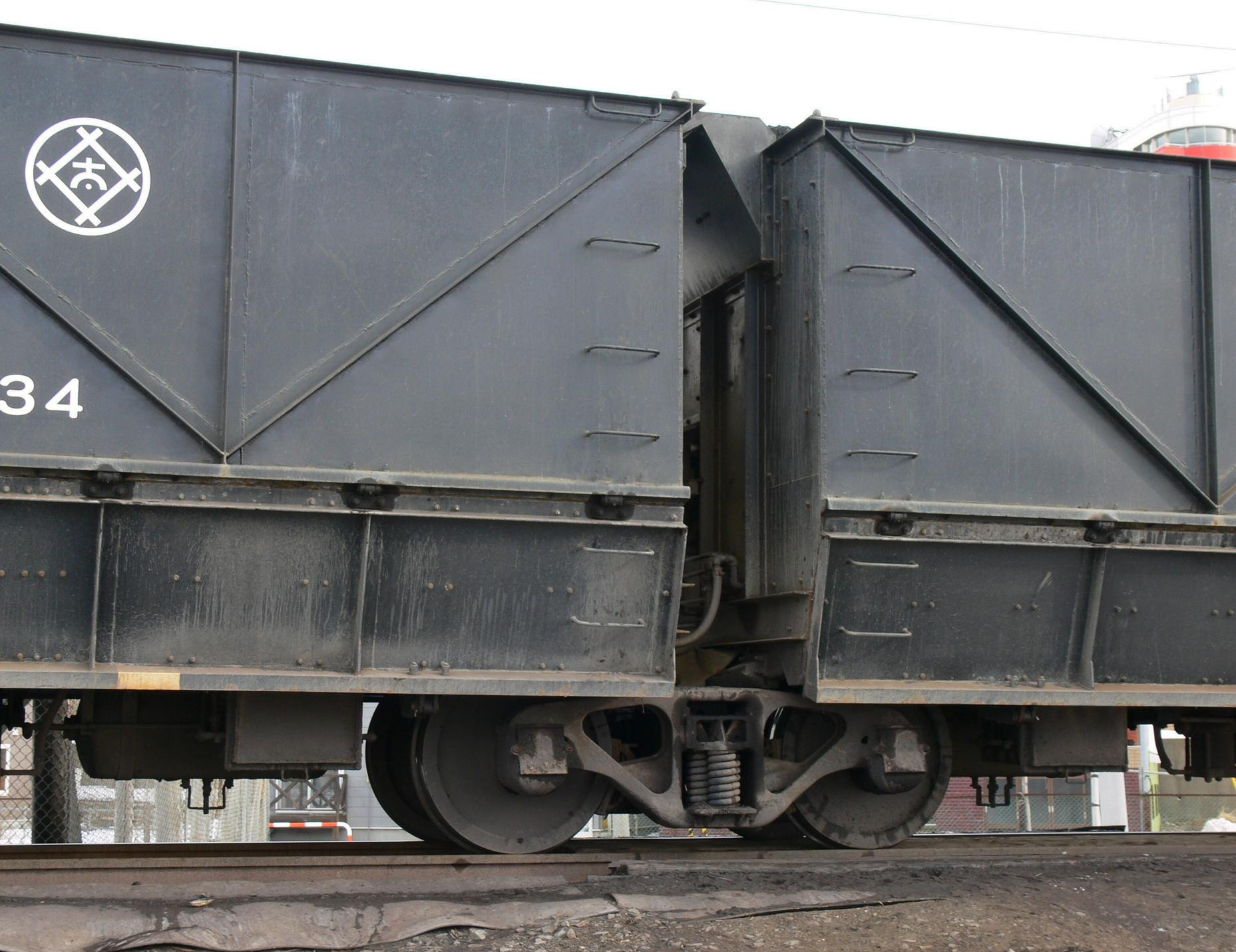
貨車では珍しい連接構造を採用した太平洋石炭販売輸送の石炭車セキ6000形
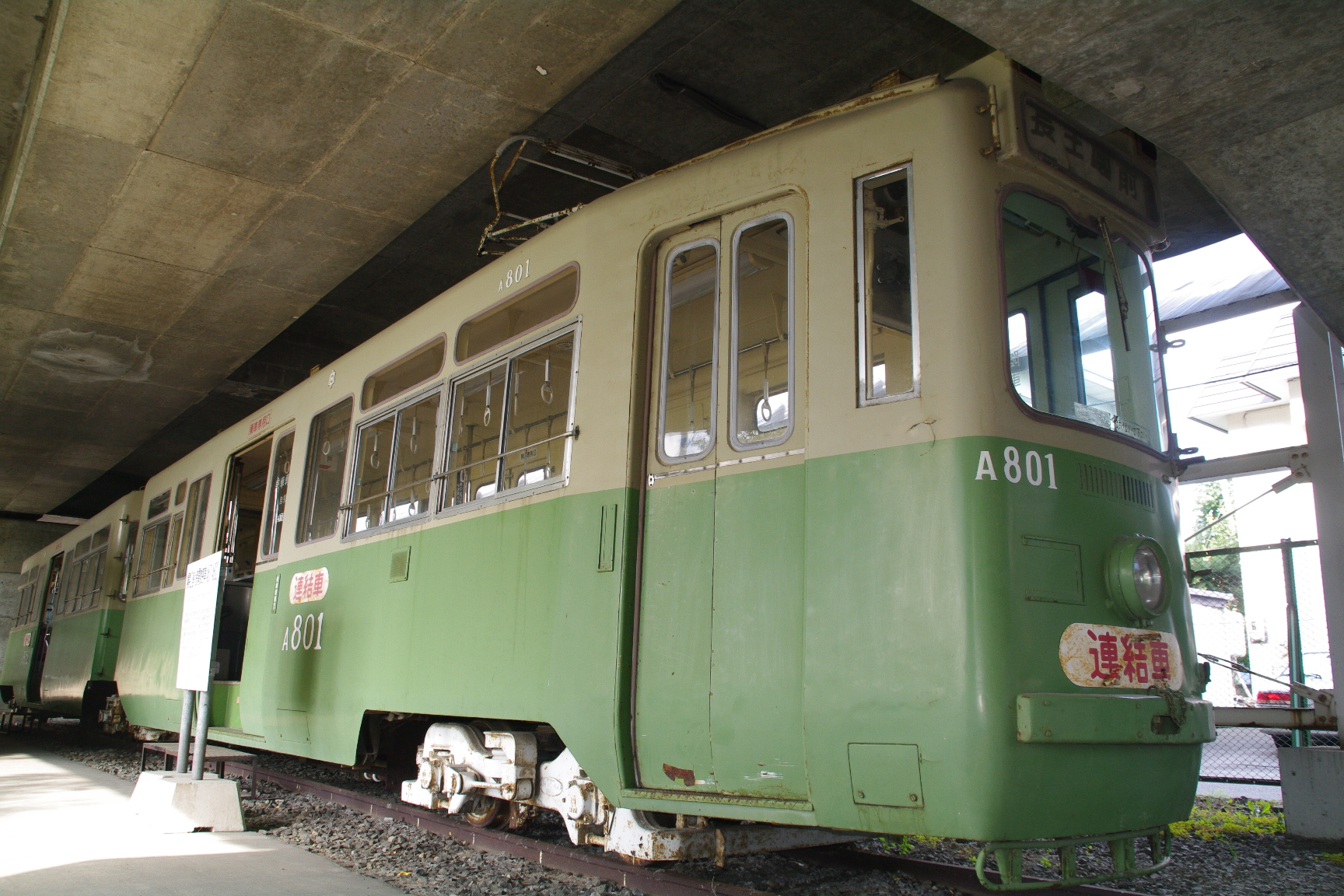
札幌市交通局A800形電車